# Bicellaria angustifurca
Bicellaria angustifurca är en tvåvingeart som beskrevs av Axel Leonard Melander 1927. Bicellaria angustifurca ingår i släktet Bicellaria och familjen puckeldansflugor. Inga underarter finns listade i Catalogue of Life.